# Tactus (muziek)

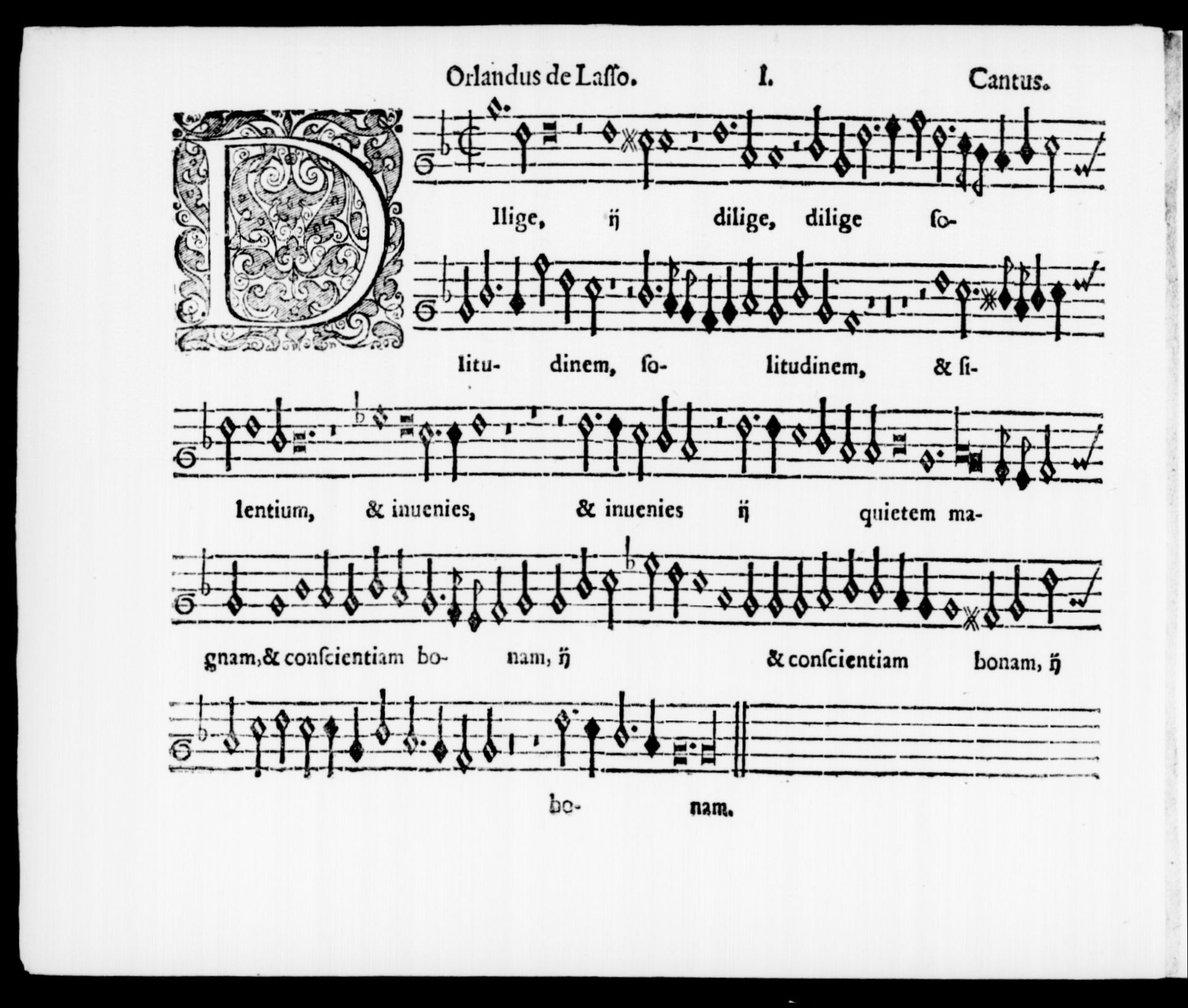
Motet van Orlando di Lasso in zwarte mensurale notatie, stemboekje van de cantus (sopraan)

In de muziek is de tactus, ook wel tact genoemd, de regelmatige slag of puls van een muziekstuk. Dit begrip is belangrijk in de oude muziek uit de late Middeleeuwen en de Renaissance.
In muziek uit deze periode wordt nog geen tempoaanduiding vermeld. Alle stukken worden min of meer in hetzelfde tempo uitgevoerd, namelijk dat van de gemiddelde polsslag in rust bij een volwassene (60 - 80 bpm).
Het notatiesysteem waarbij onderverdelingen van de puls in groepen van 2 en 3 wordt gespecificeerd, wordt mensurale notatie genoemd. De term mensuur (Latijn: mensura, meeteenheid) verwijst naar de precies uitgemeten onderverdeling van de puls, wat in moderne notatie een maatsoort genoemd zou worden.
Deze muziek (musica mensurata) onderscheidde zich van de musica plana of musica choralis, waarmee gregoriaans werd bedoeld, dat gekenmerkt wordt door het ontbreken van een puls en exact genoteerd ritme.

## Oorspronkelijke praktijk

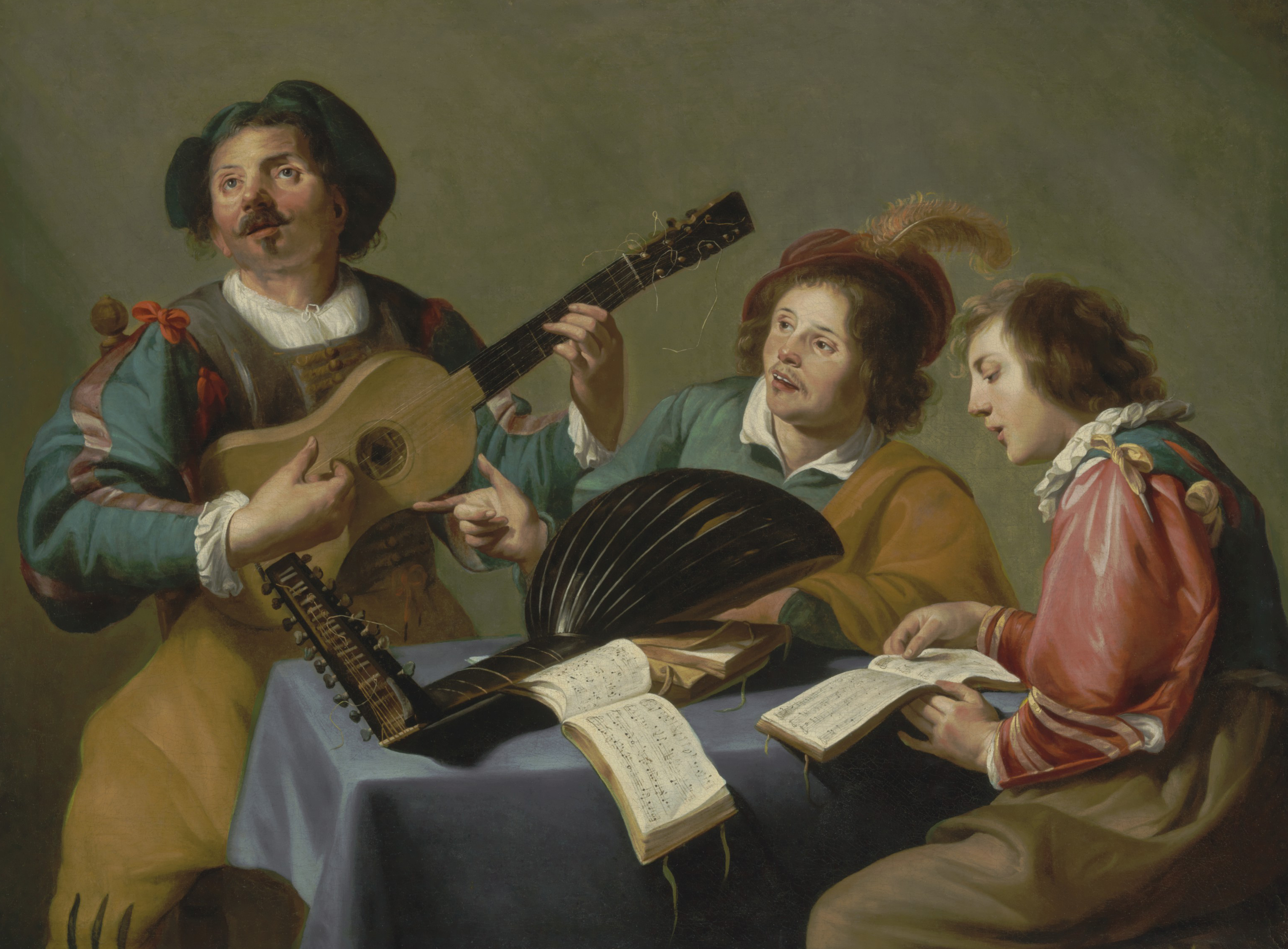
Op een schilderij van rond 1625 van Theodoor Rombouts is te zien hoe de musici eigen stemboekjes hebben, en hoe de middelste persoon de tactus slaat.

Muziek uit deze tijd is in polyfone stijl geschreven. De zangers en spelers hadden alleen hun eigen partij voor zich (stemboekje) en een dirigent kende men nog niet. Om de groep zangers correct te laten musiceren, is het voldoende als een van de zangers met een op- en neergaande beweging van een hand de tactus slaat, wat tacteren wordt genoemd. In tegenstelling tot het dirigeren van muziek die in een maatsoort is genoteerd, is er dus geen onderscheid tussen hoofd- en nevenaccenten in een maat.

### Notatie
Muziek werd in deze periode genoteerd in mensurale notatie en was niet in maatsoorten ingedeeld. Het enige wat aan het begin van de compositie werd aangegeven was of het stuk in een perfecte mensuur (driedelig) of imperfecte mensuur (tweedelig) geschreven was, dat wil zeggen, of de puls in groepen van 3 of 2 kleinere notenwaarden was onderverdeeld.

### Handbewegingen
De handbewegingen deelde men oorspronkelijk in in een tactus aequalis ('gelijk', dus tweedelig), waarbij de hand op de 1e puls omlaag gaat en op de tweede puls omhoog (de latere tactus major), en de tactus inaequalis ('ongelijk' dus driedelig), waarbij de hand op de 1e puls omlaag gaat, op de 2e puls rust en op de 3e puls weer omhoog gaat. Uit deze twee tactustypen ontwikkelen zich de tactus minor en de tactus proportionatus.

## Moderne praktijk

### Uitvoeringspraktijk
Verschillende bronnen uit verschillende tijden hanteren verschillende soorten mensuur. In onderstaande tabel staan de meest voorkomende mensuursymbolen met de notenwaarden semibrevis en minima, vertaald naar hedendaagse maatsoorten. Tempus geeft de verhouding tussen brevis en semibrevis aan, prolatio de verhouding tussen semibrevis en minima (perfectum en majore is in 3, imperfectum en minore in 2 delen).
Anders dan in moderne notatie kan een notenwaarde dus, afhankelijk van het mensuursymbool, in 3 of 2 kleinere waarden opgedeeld worden. Elk mensuursymbool kende ook de verticaal doorgestreepte variant.
Er is geen consensus onder deskundigen of de mensuur die genoteerd werd ook iets zegt over het tempo (een langzame, meer naar 60 bpm of een snelle, meer naar 80 bpm neigende hartslag). De mensuursymbolen geven ook niet 1 op 1 informatie over welke tactus men moet slaan. Dit is in de hedendaagse interpretatie van Oude Muziek vaak onderwerp van discussie onder uitvoerenden.
| Symbool                | Naam                                     | De brevis valt uiteen in aantal semibreves: | De semibrevis wordt onderverdeeld in aantal minimae: | Moderne notatie kan als volgt: | Moderne notatie kan als volgt: | Moderne notatie kan als volgt: |
| ---------------------- | ---------------------------------------- | ------------------------------------------- | ---------------------------------------------------- | ------------------------------ | ------------------------------ | ------------------------------ |
| Circle with dot        | Tempus perfectum cum prolatione majore   | three semibreves                            | three groups of three minims                         | 9/8                            | 9/4                            | 9/2                            |
| Circle without dot     | Tempus perfectum cum prolatione minore   | three semibreves                            | three groups of two minims                           | 3/4                            | 3/2                            | 3/1                            |
| Semicircle with dot    | Tempus imperfectum cum prolatione majore | two semibreves                              | two groups of three minims                           | 6/8                            | 6/4                            | 6/2                            |
| Semicircle without dot | Tempus imperfectum cum prolatione minore | two semibreves                              | four minims                                          | 2/4                            | 2/2                            | 2/1                            |

Witte mensurale notatie en transcriptie in modern notenschrift met maatstrepen van de superiuspartij van een motet van Jacques Barbireau (15e eeuw). In beide notaties wordt een doorgestreepte C gehanteerd.

In uitgaven in moderne notatie van polyfone koormuziek, met alle partijen boven elkaar en genoteerd met maatstrepen, wordt meestal de C of doorgestreepte C (alla breve) als symbool gebruikt om een tweedelige mensuur aan te geven. Het gebruik van maatstrepen heeft als groot nadeel dat de maat visueel ingedeeld wordt in een hoofd- en nevenaccent, wat haaks staat op de eigenheid van de polyfonie tot de 16e eeuw, waarin de verschillende stemmen lang uitgesponnen lijnen zingen. Een dergelijke notatie kan uitnodigen tot het slaan van een tactus major, terwijl juist een lichtjes geslagen tactus minor mogelijk kan verhinderen dat er maataccenten gaan ontstaan. Ook wordt er soms gekozen voor zogenaamde tactusstreepjes, ('maatstrepen' die de twee of drie bovenste lijnen van de notenbalk verticaal met elkaar verbinden) om nog een enigszins overzichtelijk notenbeeld te houden.

### Hedendaagse notatie eenstemmige muziek
In onderstaande opsomming wordt de notatie beschreven zoals die in hedendaagse notaties van eenstemmige muziek van voor en rond 1600 gehanteerd wordt. De termen major en minor die gehanteerd worden verwijzen in dit verband niet naar drie- en tweedelig (zoals de onderverdeling van de tempus), wel naar de 'grote' en de 'kleine' slag. Men onderscheidt als volgt de:

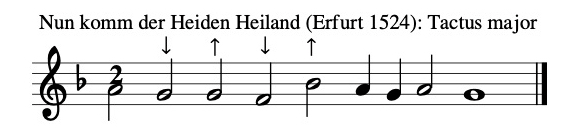
Tactus major, per halve noot 1 dalende of 1 stijgende handbeweging

- Tactus major, per halve noot 1 dalende of 1 stijgende handbewegingTactus major: symbool in moderne notatie: een halve noot met een 2 erboven; slag: per halve noot 1 dalende of stijgende beweging van de hand (de oorspronkelijke tactus aequalis)

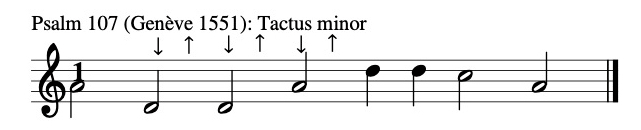
Tactus minor, per halve noot 1 dalende en 1 stijgende handbeweging

- Tactus minor, per halve noot 1 dalende en 1 stijgende handbewegingTactus minor of semitactus: symbool in moderne notatie: een halve noot met een 1 erboven, slag: elke halve noot kent 1 dalende en stijgende beweging van de hand, het tempo ligt iets hoger dan bij de tactus major

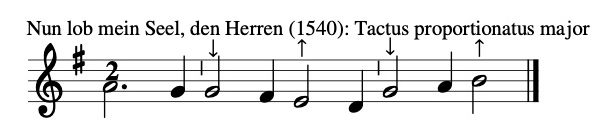
Tactus proportionatus major, per groep van drie kwartnoten 1 dalende of 1 stijgende handbeweging

- Tactus proportionatus major, per groep van drie kwartnoten 1 dalende of 1 stijgende handbewegingTactus proportionatus major, symbool: halve noot met punt met 2 erboven, slag: per groep van 3 kwartnoten 1 dalende of stijgende beweging van de hand (vergelijkbaar met een snelle 6/4 maat)

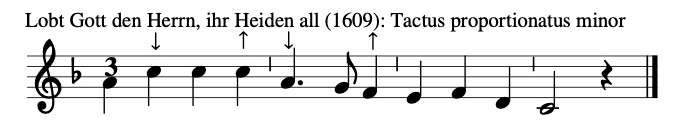
Tactus proportionatus minor, per groep van drie kwartnoten 1 dalende en 1 stijgende handbeweging

- Tactus proportionatus minor, per groep van drie kwartnoten 1 dalende en 1 stijgende handbewegingTactus proportionatus minor, symbool: kwartnoot met een drie erboven, slag: elke groep van drie kwartnoten kent 1 dalende en stijgende beweging van de hand; het tempo ligt iets hoger dan bij de tactus proportionatus major (vergelijkbaar met een snelle 3/4 maat)

### Kerkliederen

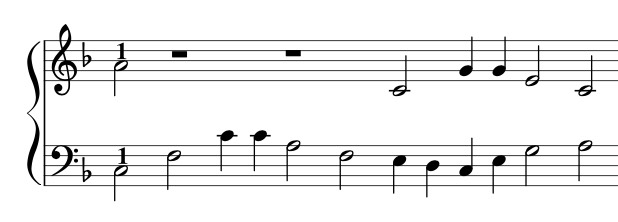
Notatie met tactus minor van het begin van een voorspel bij het lied Wees blijde nu, een melodie van Willem Vogel.

De wijze van muziek noteren zonder maatstrepen maar wel met een regelmatige puls is in de 17e eeuw hoofdzakelijk nog in gebruik voor de notatie van kerkliederen. In latere heruitgaven van deze liederen in de 18e en 19e eeuw worden de noten in een moderne maatsoort genoteerd. In de 20ste eeuw, mede onder invloed van de Oude Muziekbeweging die zich op oorspronkelijk bronnen oriënteert, worden kerkliederen weer op de oorspronkelijke, maatloze wijze, uitgegeven. Het Geneefs Psalter uit de 16e eeuw is in de Nederlandse vertaling en notatie in het protestantse Liedboek (2013) weer genoteerd op de oorspronkelijke maatloze manier, met een tactus minoraanduiding. In deze bundel staan ook nieuw gecomponeerde kerkliederen die zonder maatsoort en maatstrepen, maar met een tactusaanduiding genoteerd zijn.

### Sacred Harp singing
De praktijk van het tactus slaan was in de 19e eeuw nog gebruikelijk in protestantse kerken op plekken waar geen begeleidingsinstrument zoals een orgel stond. Zelfs het gezamenlijk tacteren door meerdere zangers kwam voor, een praktijk die verbeeld wordt in een scène in de film Cold Mountain, die speelt in het zuiden van Amerika ten tijde van de Amerikaanse Burgeroorlog. In de 21ste eeuw is een revival van dit gemeentezang-genre ontstaan rond de meerstemmige bundels onder de titel Sacred Harp, in gebruik in de zuidelijke staten van de VS. Op bijeenkomsten worden de liederen gezongen waarbij een deel van de zangers (aangestuurd door een zangleider) de tactus minor mee tacteert. (Zie de video onder Externe links.)